# Воронцова, Екатерина Семёновна
Графиня Екатерина Семёновна Воронцова, в замужестве леди Пе́мбрук, (24 октября 1783 — 27 марта 1856) — русская аристократка, дочь графа С. Р. Воронцова, сестра графа М. С. Воронцова, супруга Джорджа Герберта, 11-го графа Пембрука, хозяйка Уилтон-хауса, мать британского политика и министра Сидни Герберта.

## Биография
Екатерина родилась в семье графа Семёна Романовича Воронцова от его брака с фрейлиной Екатериной Алексеевной Сенявиной. Ей было 10 месяцев, когда от чахотки умерла её мать, уже носившая в себе зачатки грудной болезни при рождении дочери. Поэтому Екатерина в молодости была болезненной и слабой, что очень тревожило её отца, любившего её до обожания.

## Молодые годы
Всю свою жизнь Екатерина почти безвыездно провела в Англии, где отец её состоял послом с 1784 по 1806 год, и получила блестящее образование, под руководством отца и наставницы, девицы Жардин, учившейся в Смольном институте и не покидавшей её до замужества. Екатерина отлично знала языки, классиков, музыку и пение, а в 12 лет перевела с французского на русский язык трагедию «Смерть Адама». Екатерина обладала прекрасным голосом и часто пела дуэтом с поэтом Томасом Муром, которому для его альбома подарила ряд русских мелодий.
Постоянно находясь при отце, Екатерина помогала ему в его обширной переписке с русскими друзьями и писала под его диктовку. Отец старался вселить в дочь любовь к России и всему русскому. Опасаясь к тому же, что её слабое здоровье не перенесёт русского климата, он даже условился с братом, чтобы, в случае его смерти, Екатерина навсегда осталась в Англии со своей наставницей и жила на пенсию, которую ей должен был выплачивать граф А. Р. Воронцов.
В то же время отец хлопотал через друзей о пожаловании Екатерине фрейлинского шифра. Это стоило ему немалого труда, так как император Павел I не давал шифра «отсутствующим», но благодаря заступничеству императрицы Марии Фёдоровны, в 1797 году графиня Екатерина Семёновна была пожалована фрейлиной. Испрашивая шифр для дочери, граф Семён Романович писал, что если бы эта милость была пожалована в период правления императрицы Екатерины II, он бы отказался, так как ему неприятно было бы сознавать, что его дочь стоит в одном ряду с племянницами князя Потёмкина, чья репутация весьма сомнительна.
Достигнув своего желания, Воронцов повёз дочь с собою в Россию, где она и провела с ним лето 1802 года. Екатерина очень понравилась при дворе и несла придворную службу в Павловске при вдовствующей императрице Марии Фёдоровне.
Вернувшись в Англию уже частным лицом, граф Воронцов начал подумывать о замужестве дочери и приискивать ей жениха с «положением и состоянием», так как собственные дела его были очень запутаны, и одно время, когда ему грозила при Павле I конфискация его имений в России, он предвидел полное разорение и необходимость для дочери пойти в гувернантки в какое-либо английское семейство.

## Замужество

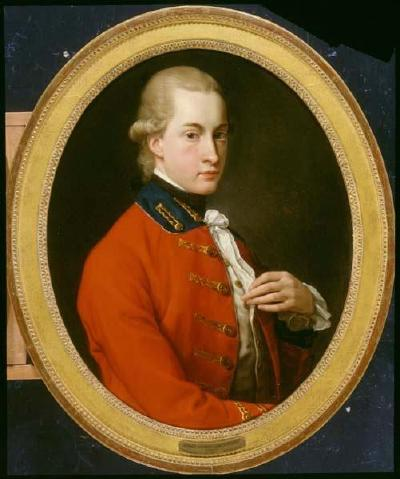
Джордж Герберт, 11-й граф Пембрук, 1779 год

Граф Воронцов был очень обрадован, когда его дочь приняла предложение сына его давнишней приятельницы Элизабет Пембрук, статс-дамы королевы, Джорджа Герберта, 11-го графа Пембрука, 48-летнего вдовца с двумя детьми, два раза отказавшегося от посольства в России и от наместничества в Ирландии, но представлявшего собой выгодную и блестящую партию.
Свадьба состоялась 25 января 1808 года; испрашивая разрешение императрицы Марии Фёдоровны на брак дочери, граф Воронцов всячески старался, чтобы замужество её с иностранцем не повредило ей при дворе. Благодаря своему браку с одним из лучших представителей английской аристократии, графиня Екатерина Семёновна заняла видное положение в лондонском обществе, с детства ей близко знакомом.
Семейная жизнь её с положительным и уравновешенным мужем, предпочитавшим, как и она, домашний круг и сельскую жизнь карьере и светским удовольствиям, протекала тихо и счастливо; большую часть времени они проводили в поместье Пембрука Уилтон-хаус, в Уилтшире, где по соседству поселился и граф Семён Романович.
В 1817 году они принимали у себя в Уилтон-хаусе великого князя Николая Павловича, и по этому случаю Екатерина Семёновна выписала русские костюмы для своих детей.
В феврале 1822 года леди Пембрук едва не погибла от несчастного случая. М. С. Воронцов сообщал в Петербург, что жизнь сестры «висела, можно сказать на волоске» и, если бы «не искусство и решительность доктора Granvill, мы бы лишились любезной нашей Катеньки.»
Овдовев в 1827 году, она посвятила себя всецело воспитанию детей и уходу за престарелым отцом, скончавшимся на её руках в 1832 году. В Уилтон-хаусе туристам показывают некоторые предметы её обихода, в том числе русские сани.
Скончалась Екатерина Семёновна 27 марта 1856 года и похоронена в склепе Уилтонской церкви. Перед тем она побывала у детей, живших в поместье Уилтон, и вернулась в свой дом в Лондон, на Графтон-стрит, где почувствовала себя плохо; попросила поставить перед постелью портрет любимого брата Михаила и вскоре тихо скончалась. В том же году, в ноябре, в Одессе умер и её брат Михаил Семенович Воронцов.

## Дети
Графиня Екатерина Семёновна имела одного сына и пять дочерей:
- Сидни Пембрук (16 сентября 1810 — 2 августа 1861) — лорд Герберт, для него мать выхлопотала у русского правительства право на владение доставшимся ей после отца имением в Финляндии.
- Элизабет (31 марта 1809 — 20 сентября 1858) — замужем с 1830 года за лордом Клэнвилльямсом.
- Мария Каролина (22 марта 1813 — 20 января 1892) — замужем с 1837 года за лордом Брюсом.
- Кэтрин[англ.] (31 октября 1814 — 12 февраля 1886) — замужем с 1836 года за лордом Данмором.
- Джоржиана (3 августа 1817 — 28 февраля 1841) — замужем с 1840 года за лордом Генри Петти-Фицморисом, маркизом Лансдауном.
- Эмма (23 августа 1819 — 10 октября 1884) — замужем с 1839 года за виконтом Томасом Весци.